# Senne Geukens
Senne Geukens (27 juni 1983) is een Belgisch basketballer.

## Carrière
Geukens speelde in de jeugd bij Sint Jan Basket en maakte de opmars van de ploeg venuit de provinciale reeksen naar derde klasse mee. Hij speelde er tot in 2004 toen hij naar tweedeklasser Basket Damme trok. Na een seizoen ging hij spelen voor de Antwerp Giants, na twee seizoenen bij de Giants vervoegde hij BC Oostende. Waar hij na een seizoen alweer vertrok en ging spelen bij Optima Gent, waar hij tussen 2008 en 2012 speelde in de hoogste klasse.
In 2012 zette hij een stap terug bij Sint Jan Basket waarbij hij in de tweede klasse speelde voor twee jaar. In 2014 sloot hij zich aan bij Kangoeroes Willebroek waar hij twee seizoen voor speelde. In 2016 tekende hij een contract bij Okapi Aalst, waar hij telkens voor een seizoen verlengde en zo ook voor het seizoen 2021/22 de kapitein bleef van Aalst. Aan het einde van het seizoen 2021/22 werd bekendgemaakt dat hij geen nieuw contract kreeg en ging spelen voor tweedeklasser LDP Donza. Hij speelde met hen in 2024 en 2025 kampioen in de tweede klasse.

## Erelijst
- Belgische bekerwinnaar: 2007, 2008
- Tweede klasse: 2024, 2025